# Sasu Hovi
Sasu Hovi (* 12. August 1982 in Toijala) ist ein ehemaliger finnischer Eishockeytorwart.

## Karriere
Sasu Hovi begann seine Karriere im Nachwuchs seines Heimatvereins Tappara Tampere. Nachdem er alle Juniorenmannschaften durchlaufen hatte, war er während der Spielzeit 2000/01 zweimal Backup von Jussi Markkanen in der ersten finnischen Liga, der SM-liiga. In der folgenden Spielzeit gab er dann sein Debüt in der SM-liiga und erreichte bei sechs Einsätzen eine Fangquote von 96 Prozent.
Bis 2005 spielte er weiter hauptsächlich für Tappara in der SM-liiga, bekam aber auch Einsätze bei den Pelicans sowie bei Kokkolan Hermes, KooKoo, Kiekko-Vantaa und Hokki Kajaani in der zweiten finnischen Liga. Im Sommer 2005 verließ er Finnland und wechselte in die tschechische Extraliga zum HC Vsetín. Allerdings verpasste der tschechische Altmeister die Playoffs und musste in der Relegation seinen Platz in der Extraliga verteidigen. Nach dieser enttäuschenden Saison wechselte Hovi zu Slovan Bratislava in die slowakische Extraliga und wurde dort gleich in seinem ersten Jahr slowakischer Meister. Vor allem in den Playoffs zeigte er mit einer Fangquote von 96 Prozent und einem Gegentorschnitt von 1,57 eine überragende Leistung und wurde zum besten Torhüter der Saison ausgezeichnet. Die gleiche Ehrung wurde ihm beim European Champions Cup 2008 zu teil.
Nach der Spielzeit 2008/09 bekam er bei Slovan keine Vertragsverlängerung und unterschrieb einen Vertrag beim tschechischen Aufsteiger HC Kometa Brno. Dort war er drei Jahre aktiv, ehe er sich, nach einem Jahr ohne Team, zur Saison 2014/15 Orli Znojmo aus der EBEL anschloss. Nach dieser Spielzeit beendete er seine aktive Karriere. Während seiner Spielerlaufbahn spielte Hovi auch Inlinehockey und nahm mit der finnischen Nationalmannschaft an der IIHF Inlinehockey-Weltmeisterschaft 2007 teil, wo die finnische Auswahl den zweiten Platz belegte.
Im Herbst 2020 wurde Hovi als europäischer Scout von den neu gegründeten Seattle Kraken aus der National Hockey League (NHL) verpflichtet.

## Erfolge und Auszeichnungen
- 2008 Gewinn der slowakischen Meisterschaft
- 2007 Gewinn der slowakischen Meisterschaft
- 2007 All-Star-Team der Extraliga
- 2007 Gewinn der Silbermedaille bei der Inlinehockey-WM
- 2008 All-Star-Team und bester Torhüter des European Champions Cup